# Mohamed Kamara (giocatore di football americano)
Mohamed Kamara (Newark, 29 maggio 1999) è un giocatore di football americano statunitense che milita nel ruolo di defensive end per i Miami Dolphins della National Football League (NFL).

## Carriera universitaria
Nella sua prima stagione a Colorado State nel 2019, Kamara disputò nove partite, mettendo a segno 22 tackle, un touchdown e un fumble recuperato. Nella stagione 2020 accorciata per la pandemia di COVID-19 disputò 4 partite, di cui 3 come titolare, con 21 placcaggi e 1,5 sack. Nel 2021 disputò tutte le 12 partite, di cui 3 come titolare, con 36 tackle, 7,5 sack, un passaggio deviato e un fumble forzati. Nel 2022 disputò tutte le 12 partite, con 44 placcaggi, 8,5 sack, 2 fumble forzati e uno recuperato. Nel 2023 disputò tutte le 12 partite, con 56 tackle, 13 sack, un passaggio deviato, due fumble forzati e uno recuperato. Per le sue prestazioni fu inserito nella formazione ideale della Mountain West Conference, di cui fu premiato come miglior difensore dell'anno.

## Carriera professionistica

### Miami Dolphins
Kamara fu scelto nel corso del quinto giro (158º assoluto) del Draft NFL 2024 dai Miami Dolphins. Nella sua prima stagione mise a segno un placcaggio in 5 presenze, nessuna delle quali come titolare.